# ザクIII
ザクIII （ザク・スリー、ZAKU III） は、「ガンダムシリーズ」に登場する架空の兵器。有人操縦式の人型機動兵器「モビルスーツ (MS)」のひとつ。初出は、1986年に放送されたテレビアニメ『機動戦士ガンダムΖΖ』。
作中の敵側勢力であるネオ・ジオン軍の機体で、『機動戦士ガンダム』に登場するジオン公国軍の主力機「ザクII」の発展型。作中ではネオ・ジオン将校のラカン・ダカランが搭乗し、主人公ジュドー・アーシタが搭乗する「ΖΖガンダム」と交戦する。終盤では、強化人間化したマシュマー・セロの搭乗機「ザクIII改」が登場し、グレミー・トト派のネオ・ジオン反乱軍を圧倒する活躍を見せる。
本記事では、外伝作品などに登場するバリエーション機についても解説する。
なお、一年戦争末期にジオニック社で社内研究用に残され、ゲルググ開発用のトライアルとして使用されていた高機動型ザクIIにもザクIIIの通称がつけられているが、本機とは別の機体である。

## デザイン
デザインは小田雅弘。モデラーの視点から、『機動戦士ガンダムΖΖ』のテコ入れのため、既存の金型を流用して安価に商品化できる機体群（ザク・マリナーやアイザック、ドワッジなど）と同時期にデザインされた。オプション装備が数多くデザインされたが未使用に終わり、それらのアイデアは凝縮した形でザクIII改に流用されている。
手と前腕の接続部が斜めになっているのは、プラモデルでバズーカを腋に挟んで構えた際に砲身が外を向くのを、腕部を180度回転させることで本体の同一線上を向かせるためであったが、当時に発売された1/144キットでは腕部の回転ができなかった。

## 設定解説
アクシズがザク系の最終型として開発した機体。
アクシズへ逃亡した旧ジオン公国の技術者たちは、地球連邦軍の開発したハイザックやアナハイム・エレクトロニクスの開発したマラサイをザクIIの正当な後継機とは認めず、最新の技術を導入して本機を完成させた。ザク本来のコンセプトを極限まで追求した結果、汎用性とトータルバランスに優れた機体となっている。開発には高機動型ザクIIおよびゲルググの開発に携わったスタッフが参加しており、頭部・肩部・腰部アーマーやバックパックなどが高度にモジュール化されている。作戦に応じてこれらを換装可能であり、標準の大気圏内外両用のほか宇宙用の高機動型なども試作されている。また、ベースジャバーとの連携強化のため、頭部には複数のアンテナが装備されている。
試作機はドーベン・ウルフと同時期に完成するが、高性能を追求した結果高コストとなり、また戦況からニュータイプ用の機体が求められ、火力と推力も劣ることから量産化はドーベン・ウルフに譲られたものの、先行試作機が6機ロールアウトしている。塗装は濃淡グレーを基調とするが、これは一年戦争時のエース・パイロットのパーソナル・カラーをもとにしているとする説もある。

### 武装
頭部ビーム・キャノン
口吻部に装備。小型ビーム砲とも呼ばれ、出力は1.6メガワット。基部は上下に可動する。
腰部ビーム・キャノン / ビーム・サーベル
腰部前面に2門装備されており、発射時は上方に起こしてグリップを展開する。中型ビーム砲とも呼ばれ、出力は2.8メガワット。バレルは取り外して出力0.85メガワットのビーム・サーベルになる。大型化も検討されるが、バレルがむき出しになるという欠点がある。
ビーム・ライフル
機体よりも完成が遅れていた専用ライフルに代わり、R・ジャジャ用の銃剣（ヒート・サーベル）付きライフルを流用している。
シールド
ザクII同様、右肩に装備。裏側に予備のビーム・サーベルやクラッカーを収納する。左肩にはスパイクアーマーが装備されているが、横に伸びている部分は上方に跳ね上げると裏側のマウント・ラッチが露出し、ハンマ・ハンマのシールドなどを装備可能。

### 劇中での活躍
第27話で初登場。ダカールの迎賓館の門前に、2機が門番のように立っている。第35話では先行量産型にラカン・ダカランが搭乗し、ドライセン部隊を率いてスペース・コロニーが落着するダブリンからの市民の脱出を妨害する。コロニー落着直後にΖΖガンダムと交戦し、両脚を破壊されて撤退する。なお、第27話と第35話の間に展開されたキリマンジャロ攻略戦にも、先行量産型が参加したとされる。
第44話では、サイド3コロニー「コア3」に1機が配備されているのが確認できる。第45話ではグレミー・トトの反乱軍所属の2機が確認できるが、もともと機体色がグレーであるため、統一カラーに再塗装されていない。第46話では、1機がゲーマルクのビーム・サーベルを運んでいる。

## ザクIII改
『機動戦士ガンダムΖΖ』に登場。「AMX-011MC ザクIII（マシュマー・カスタム）」とも呼ばれる。
ザクIIIの改造機であるが、それぞれのユニットはザクIIIのオプション兵装である。頭部はよりザク系に近い形状となっている。バックパックのプロペラント容量は原型機の8倍にもおよび、稼働時間の延長とともに数倍の加速性能を発揮する。リア・スカートは伸長され、高性能のバーニア・スタビライザーとして機能する。これらにより機動性は向上しているが、操縦性に難のある機体となっており、それをカバーするパイロットの技量が必要とされる。ほかに左肩アーマー、膝部および細部が原型機と異なる。塗装は濃淡グリーンを基調とする。
これらの変更はパイロットとなるマシュマー・セロの指示によるものともいわれるが、同様の仕様の機体はほかにも確認されている。なお、マシュマー機には彼専用のバイオセンサーが搭載されている。

### 武装（改）
腰部ビーム・キャノン（本機では「ビーム・サーベル兼用ビーム・キャノン」と表記）およびシールドは原型機と同じ。
頭部バルカン砲
頭部ビーム・キャノンに代わり、頭頂部側面に装備、口径は30ミリ。なお、頭部は同時期に別デザインも検討されている。
ビーム・ライフル
原型機用に開発されていた大出力・長射程タイプの完成版。
ハイド・ポンプ投下器（レイヤー）
左肩アーマーに装備された宇宙機雷の投下装置。

### 劇中での活躍（改）
第44話で初登場。強化人間となったマシュマーが搭乗し、イリア・パゾムのリゲルグとともにサイド3コロニー「コア3」内の警護に当たる。第45話ではプルツーの駆るクィン・マンサと交戦し、一時撤退に追い込む強さを見せる。その直後、ラカン・ダカラン率いるスペース・ウルフ隊の奇襲に遭い、有線アームで四肢を拘束されたところを高圧電流とビームで攻撃される。マシュマーの精神力によってビームをはね返すが、本機はその力を抑えきれないかのように、ドーベン・ウルフ1機を道連れに爆散する。
漫画『機動戦士ガンダムF90 ファステストフォーミュラ』では、ジオン軍残党部隊の機体が登場。部隊のMSに共通する、ギラ・ズール用の重装用バックパック（プロペラントタンク装備）に換装されており、同機のビーム・ショットライフルを携行する。ブレード・アンテナは未装備。宇宙世紀0112年にサイド6の廃棄コロニー群で僚機のギラ・ズールおよびリゲルグとともに資材をあさるが、突如現れたランデッガー重工のMSティグリス2機の襲撃に遭い、抵抗虚しく撃破される。

### ザクIII改（『Twilight AXIS』版）
宇宙世紀0096年を舞台とするウェブ小説および配信アニメ『機動戦士ガンダム Twilight AXIS』に登場。
シャア・アズナブルの搭乗を前提に調整された機体で、第二次ネオ・ジオン抗争後は廃墟となったアクシズ内に放置されていた。シャアのパーソナルカラーである赤系統に塗装され、バックパックと膝アーマーは一般機のものを装着している。一般機と同じ頸部メガ粒子砲をもち、携行武装はギラ・ドーガ用のビーム・マシンガンに変更されている。
ラプラス事変後、地球連邦軍特殊部隊「マスティマ」とともにアクシズの調査に赴いた元ネオ・ジオンのテストパイロット「ダントン・ハイレッグ」が搭乗し、同じくアクシズに潜入した傭兵部隊「バーナム」のガンダムAN-01“トリスタン”を迎撃する。

### ザクIII改（エルナルド・バト機）
宇宙世紀0089年を描いた漫画『機動戦士ガンダム ヴァルプルギス』に登場。専用のザク・マシーナリーを失ったネオ・ジオン残党のエルナルド・バトが搭乗する機体。バックパックにはウィング・バインダーを装備する。大型のスナイパー・ビーム・ライフルを携行し、バックパック中央の円筒形のエネルギー・タンクとケーブルで接続する。両肩にハイド・ポンプ投下器を装備し、スパイクは1本ずつに減じられ、アーマーはザクIIのようにフェアリングが追加されている。カラーリングは不明であるが、モノクロでは専用のザク・マシーナリーと共通する塗り分けとなっている。
暗礁宙域で単独行動し、サイコ・フレア「オルフェウス」を起動させたシャマールのオーヴェロンを狙撃するもかわされる。その後、アーガマ改級強襲巡洋艦「ユーロン」（艦長はエルナルドの妹フレドリカ・エルメ）のブリッジを狙うオーヴェロンのビーム・ライフルの射線上に立ちはだかり、盾となり撃破される。
前日譚に当たる漫画『機動戦士ガンダム ヴァルプルギスEVE』にも登場。0089年1月のハマーン戦死直後、セラーナ・カーンのディマーテルと交戦するセイン・アマディオとレント・ナスカのヘッジホッグを狙撃し、右腕を肩から破壊する。

## ザクIII後期型
漫画『ダブルフェイク アンダー・ザ・ガンダム』（連載時は「ダブル・フェイク」）に登場。メカニックデザインは福地仁。
第一次ネオ・ジオン抗争終結後も連邦軍からの摘発を逃れた開発基地において改良が続けられた、ザクIIIの発展型。大推力・重武装であるザクIIIをさらに強化し、ドーガ系に移行する新生ネオ・ジオン軍MSの試金石的な機体となる。原型機同様、バックパック（通常作戦用、長時間作戦用など）やスカート・アーマーの換装によってさまざまな作成に対応が可能である。
武装はメガ・マシンガンSPSのほか、装弾数4発のザクIII専用バズーカも用意されている。生産は少数に留まり、試作機がテロ組織「カラード」に供与される。カラーリングは濃淡グリーンを基調とする。
劇中での活躍
カラードのリーダーでありパイロットのエルデスコ・バイエが搭乗し、ガザC改2機を率いて侵入したサイド2コロニーにて、Dガンダムと渡り合う。その後、エルデスコが新生ネオ・ジオンのコロニー落とし（実際には陽動）を止めるべくカラードと袖を分かってアラハスと共闘し、かつての部下であるディーマッドのガザWと一騎討ちを繰り広げる。
ゲーム『SDガンダム GGENERATION-ZERO』および『SDガンダム GGENERATION-F』にも登場。ビーム・サーベルも装備するが、バズーカは装備していない。

### ザクIII後期型陸戦仕様
「ダブル・フェイク」の関連企画として『エムジェイ』で連載された「MS90'S」が初出であるが、当初は「陸戦仕様」とはされておらず、福地によれば後期型のデザインをさらにザクらしく、また模型的なディテールで描いたものとのこと。直後に発行された『ENTERTAINMENT BIBLE アクシズ戦争編』で「陸戦仕様」とされた（型式番号：AMX-011C）。
スモーク・ディスチャージャーや増加装甲、砂中用スコープが追加されている。初出時はカラーイラストであり、サンド・イエローを基調とする。

### ザクIII高機動型
漫画『機動戦士ガンダムF90 ファステストフォーミュラ』に登場。
長時間作戦用に、ザクIII後期型のバックパックの推進剤積載量を約3倍に増加させた機体。ネオ・ジオン残党組織「レガシィ」やテロ組織「NSP」に供与され、その実働データの一部はギラ・ドーガの開発にも役立てられたといわれる。また、「袖付き」と呼ばれたジオン残党組織の分派とされる「グウィネズ義勇軍」はグレーに塗装された本機を多数運用している。

## ザクIII-R型
漫画『A.O.Z Re-Boot ガンダム・インレ-くろうさぎのみた夢-』の巻末設定集などで文字設定のみ登場。型式番号は明示されていない。
ネオ・ジオンと同盟関係にあるジオンマーズ（火星独立ジオン軍）では、ドーベン・ウルフではなく「ジオンの伝統」を重視してザクIIIを制式採用しており、独自に改良が進められたのが本機である。火星の環境に合わせて各部の改修がおこなわれ、火星プラントで生産され配備が進められる。また、本機の特徴として、実戦未経験の新兵へのジオン意識の植え付けや士気高揚のため、かつてのザクIIにより近づけた外観となっている点が挙げられる。
ジオンマーズがアクシズのために開発した、ドーベン・ウルフの発展量産型であるリーベン・ヴォルフと外装の一部や内蔵部品など、数割のパーツを共有化している。

### ザクIII R-G型
『A.O.Z Re-Boot ガンダム・インレ-くろうさぎのみた夢-』に登場（型式番号：AMX-011RG / AMX-011G）。当初はザクIIIの直系の陸戦型とされたが、のちにR型のバリエーションとされた。
ザクIII-R型の陸戦仕様で、火星重力下では不要な空間用装備が取り外されているほか、バックパック両側面にドムIIIと共通のホバー推進ユニットを装備する。武装はのちのヤクト・ドーガのメガ・ガトリングガンと同型のものを携行する。標準塗装はザクIIを踏襲した濃淡グリーンを基調とするが、チェスター艦隊所属機は砂漠戦用として茶色系となっている。

## ザクIII強行偵察型
雑誌・ウェブ企画『A.O.Z Re-Boot ガンダム・インレ-くろうさぎのみた夢-』に登場（型式番号：AMX-011EW）。
アクシズとジオンマーズが共同開発したザクIIIの偵察仕様機で、頭部・両肩・股間のカメラと携行型のガンカメラというザクII強行偵察型に準じた装備を有するほか、ルッグンのものと同規格の2基1組の大型レドームアンテナとパネル状ブレードアンテナ2基を1つのバックパックにまとめて装着している。このバックパックは切り離すことも可能。
また、PCゲーム『機動戦士ガンダム リターン・オブ・ジオン』にも、ザクIIIをネオ・ジオン地上部隊が早期警戒用に独自改造した、同名の偵察用MS（型式番号：AMX-110E）が登場している。こちらは、アイザックと同様に頭部と一体化したパッシブ・レーダー・システム内蔵のロト・ドームを搭載し、両腕を外して高機動デバイスを組み込むことで、アイザックに比べて2倍の行動索敵範囲を有するに至っている。

## ザクIIIサイコミュ装備型
スマートフォンゲームアプリ『機動戦士ガンダム U.C. ENGAGE』に登場するゲームオリジナルMS（型式番号：AMX-011P）。メカニックデザインは植田大貴。
ザクIIIの拡張プランとして開発段階から計画される。サイコミュ兵装を装備しながらも整備・互換性を維持した運用を目的としており、一部にザクIII改と共用のパーツが採用されている。ファンネルによる遠隔攻撃に合わせ、ビーム・バズーカを携行して火力の増強を図っている。両肩のバインダーは同時期に開発されていたクィン・マンサの技術が一部転用されたともいわれ、裏側にファンネルを搭載する。
第一次ネオ・ジオン抗争時にほぼ完成するものの、実戦投入前に終戦を迎える。しかし、新生ネオ・ジオンが積極的にニュータイプ専用機の開発を開始した頃にふたたび注目され、サイコミュ兵装のテストベッドとして運用される。ファンネルを試作中の新型に換装し、得られたデータはギラ・ドーガ（サイコミュ試験タイプ）にフィードバックされている。

## ザクIII（「袖付き」仕様）
OVA版『機動戦士ガンダムUC』ep7に登場。 ネオ・ジオン残党軍「袖付き」の所属機であり、ギラ・ドーガ用のビーム・マシンガンを携行し、一段濃いグレーの塗装に「袖」の装飾が付けられている。また、腰部ビーム・キャノンがビームサーベルを装備したサブ・マニピュレーター（隠し腕）に、左肩アーマーがザクIII改と同じハイド・ボンブ投下機を内蔵したものに換装されている。
宇宙世紀0096年のネェル・アーガマとの最終決戦で左腕を切断されながらもジェガンD型1機を撃破し、ユニコーンガンダムとの交戦で右腕も破壊される。最後は味方であるローゼン・ズールの攻撃に巻き込まれ、撃破される。

## ザクIII（『ラスト・サン』版）
漫画『機動戦士ガンダム U.C.0096 ラスト・サン』に登場。
頭部はザクIII改と同型で、パックパックとリア・スカートは宇宙用の高機動試作型、腰部ビーム・キャノンは大型のものにそれぞれ換装され、試作型のビーム・ライフルを携行する（いずれもプラモデル『1/144 ザクIII』説明書に掲載されているものと同型）。モノクロでしか確認できないため、機体色は不明。
サイド1コロニー「シャングリラ」のジャンク屋に放置されていたところをガンズ・ランが発見し、ジャンク屋の店主に見込まれて貸与され、非合法のMS対戦競技「バトレイヴ」に参加する。バトレイヴではガンダムGファーストDXと互角に渡り合うが、「袖付き」のブランダムール隊や連邦軍の新生フレスベルク隊らの戦闘に巻き込まれる。最後はザナドゥとの交戦でコロニーの外壁に叩きつけられ、行動不能となる。

## ザクIV
宇宙世紀0092年を舞台とする漫画『機動戦士ムーンガンダム』に登場。メカニックデザインは刑部一平が担当。
ハマーン戦争時の次世代主力機争いで、ドーベン・ウルフに敗れたザクIIIの欠点を見直し、改良を重ねた機体。従来のザク系のような大量生産は想定されておらず、基本性能偏重型、および単機であらゆる戦況に対応できるバランスタイプとして設計されている。原型機の特長である高出力・重装甲・高汎用性を維持しつつ、テールオプションと呼ばれる背部ユニットを換装することで、本体の改造を行なうことなく各パイロットや局地戦に対応した仕様変更が可能。一般機は計4基のスラスターをもつノーマルタイプのリアスカートを装着する。背部中央に2本、左右のふくらはぎに1本ずつプロペラント・タンクが設置されており、高加速と長大な単独航行時間を得ている。
シャア・アズナブル率いる新生ネオ・ジオン軍とは別派閥である、リュース・クランゲル少佐率いるネオ・ジオン過激派（ザビ派）の近衛隊機として複数が配備されている。一般機は旧ジオン公国軍時代からの伝統であるグリーン、精鋭パイロットの搭乗機はそれぞれの専用色で塗装されている。
武装は、頭部左右に内蔵されたビーム砲2門、ウェポンラックを兼ねた右肩の大型シールド、2連ビーム・サーベルを内蔵した長大な大型ヒート・ホーク、背部左右のラックに懸架された小型ビーム・マシンガン2挺、狙撃用の長距離ビーム・ライフル、エッジの周囲に小型のビーム刃を展開する両腰のビーム・ナックルダスター2基。

### 指揮官用ザクIV（イリア・パゾム機）
過激派所属となったイリア・パゾムの専用機。機体色は黒とグレーを基調に、胴体中央と左腕全体が赤く塗り分けられている。腰背部のスカートアーマーは、スラスター内蔵の空間高機動装備兼ファンネルコンテナである「プリンセス装備」に換装され、一般機よりも大幅にボリュームが増している。ファンネルは1基につきビーム砲1門と小型クラスター・ミサイル12発を装備した専用品を計6基内蔵する。

## そのほかのバリエーション
以下の機体は『モデルグラフィックス』1987年3月号に掲載された模型作例のオリジナル機である。一部アニメで未使用に終わった設定を流用している。
ザクIII F型
初期案にあった、リゲルグと同型のランドセルを装備したタイプ（型式番号：AMX-011F）。また、胸部下面にあるのがバズーカ用マウント・ラッチであるという設定を活かしているが、バズーカの形状は設定画と異なる。
ザクIII G型
未使用設定のスカート・エキステンションブースターを装備したタイプ（型式番号：AMX-011G）。接近戦時にはブースターを排除して戦闘に入る。ブースターはコストが高いため、回収して再利用される。作例でのバックパックは宇宙用のものをベースに、プロペラントタンク4基、テール・スタビレーター2基が追加されている。
ザクIII改 シン・マツナガ機
ワンメイクの改良機として開発された機体で、シン・マツナガの専用機としてかつてと同様の白のカラーリングがされている（型式番号：AMX-011R-1A）。電撃ホビーマガジン2000年8月号にも模型作例として登場している。
マラサイII
アナハイム・エレクトロニクスが開発したマラサイのポテンシャルをザクIIIに移植した機体（型式番号：AMX-108）。外観や塗装はマラサイに近いが、バックパックは未使用設定の中距離航行用を装備。バックパック中央のバインダーとプロペラントタンクはAMBAC作動肢としても使用可能で、高い運動性を示す。